# Мистулов, Алан Олегович
Алан Олегович Мистулов (21 мая 1997 года, Ардон, Северная Осетия, Россия) — российский футболист, нападающий.

## Биография
Воспитанник владикавказского футбола. Дебютировал на профессиональном уровне во втором дивизионе за «Спартак-Владикавказ». Позднее выступал за «Рязань» и «Химик-Арсенал». Зимой 2020 года пополнил состав белорусского клуба Первой лиги «Сморгонь». Летом покинул команду. Предполагалось, что Мистулов подпишет контракт с одним из коллективов высшей лиги. Не устроившись в Беларуси, Мистулов в октябре вместе с другим россиянином Никитой Бастроном на правах свободного агента заключил контракт с грузинской «Чихурой». Дебютировал в Эровнули-лиги 17 октября в гостевом матче против «Дилы» (1:6).